# L’Équipe
A L’Équipe (magyarul: A Csapat) Franciaországban megjelenő sportnapilap, tulajdonosa az Éditions Philippe Amaury. Elődlapja a L’Auto volt.
1903-ban az L’Auto szervezte meg először, reklámcélból a Tour de France-t, amely mára a világ legismertebb országúti kerékpárversenyévé nőtte ki magát. A versenyen 1919-től átadott sárga trikó az újság sárga címlapjára utalt. A lapnál volt újságíró az a Gabriel Hanot is, aki kitalálta az UEFA-bajnokok ligája alapötletét.